# La porta stretta (romanzo Margaret Millar)
La porta stretta (orig. Beast in View) è un romanzo giallo della scrittrice Margaret Millar. L'anno seguente il libro ha vinto l'Edgar Award.
In Italia il romanzo è apparso nel 1958 con il titolo La porta stretta, comune a tutte le edizioni Mondadori; nel 2012 l'editrice Polillo ha prodotto una nuova traduzione, con il titolo Quando chiama una sconosciuta.

## Trama
Paul Blackshear è il consulente finanziario di una ricca ereditiera: Helen Clarvoe. La donna vive sola in albergo, dopo aver rotto i rapporti con la madre e il fratello minore. Un giorno chiama Blackshear per dirgli che ha ricevuto una telefonata molto minacciosa da parte di una certa Evelyn Merrick, a lei totalmente sconosciuta. Dalla telefonata si capiva che Evelyn era, o aspirava a diventare una modella per pittori. L'uomo è invitato a rintracciare la Merrick e, con i pochi elementi a disposizione, si mette all'opera.
La prima mossa consiste nell'andare in casa Clarvoe a interpellare la signora Verna, madre di Helen. La donna si lamenta che la figlia trascura di farsi sentire e anche di una mancanza di denaro cui Helen, se lo volesse, potrebbe sopperire. Ma Blackshear scopre che Evelyn Merrick non è affatto sconosciuta alla famiglia, dapprima compagna di scuola di Helen e quindi sposata a Douglas, l'altro figlio. Questo matrimonio è durato una settimana ed è stato annullato. La signora Clarvoe fornisce l'indirizzo di Evelyn e della madre.
Prima di compiere azioni sbagliate, Blackshear rintraccia la titolare di una scuola per modelle e il fotografo Terola: dovrebbero conoscere entrambi Evelyn. Però il fotografo si rifiuta di collaborare e la signora Hudson parla di Evelyn come di un tipo scialbo, che non ha lasciato recapiti e non ha più richiamato. Infine Paul contatta un pittore, ma nemmeno lui sa nulla di quella persona.
A sera, a casa Clarvoe arriva una telefonata e Verna riconosce Evelyn. La giovane le narra un sacco di nefandezze che Douglas farebbe quotidianamente con Terola. Verna sviene. Quando il figlio rientra, lei gli chiede conto della veridicità di quanto ha appreso e lui ammette ogni cosa, poi si allontana e quando torna si toglie la vita con barbiturici, taglio delle vene e un'accidentale colpo alla tempia.
Blackshear ormai è convinto che Evelyn sia pazza e soffra di sdoppiamento di personalità. Ancora non l'ha vista ma, andato da Terola, lo trova cadavere con un paio di forbici piantate nella gola. Intanto Helen aveva promesso di andare dalla madre, rimasta ormai sola, e invece, quando arriva Paul con la novità dell'assassinio di Terola, trova che Helen non c'è. Però è arrivata la madre di Evelyn, dopo che la Clarvoe l'ha chiamata sul posto di lavoro per coprirla di insulti. La signora Merrick ha un contegno civile, ma nega recisamente che sua figlia sia l'autrice di molestie a chicchessia.
Finalmente (e grazie alla madre) Blackshear ha la possibilità di incontrare Evelyn, amica di una docente universitaria dalla quale va spesso a passare la notte. Si trova a tu per tu con una giovane normalissima, capace di mantenere la lucidità di fronte alla serie di mostruosità che le vengono riferite. Però ormai è indispensabile trovare Helen e comprendere che le è successo. All'albergo non c'è: persino la polizia ha ispezionato l'appartamento senza risultati.
Helen si è persa nei bassifondi di Los Angeles, ha bevuto, è svenuta ed è stata soccorsa da una donna che gestisce una casa di malaffare. Fugge di là e finisce sotto un'auto, ma non si fa male e l'autista la riporta all'albergo. Qui apprende che c'è stata la polizia, che la stanno cercando: si rifugia in camera. L'indomani arrivano Paul ed Evelyn: la sentono parlare con la propria voce, ma più spesso e a lungo con quella di Evelyn, che imita perfettamente. È chiaro che Helen, non Evelyn, soffre di gravissime turbe mentali.
Blackshear le chiede di aprire la porta: lei, diffidente, apre solo uno spiraglio, sufficiente per l'uomo a fermare il battente. Poi la catenella della porta cade e i due entrano. Helen ha un tagliacarte in mano. È convinta di essere Evelyn, lo ha sempre desiderato, non accetta che ci sia un'altra Evelyn più vera di lei. Si guarda allo specchio per cercare conferma, ma dapprima le turbinano intorno tanti volti, poi vede il suo. Tornando alla realtà con grande dolore, Helen si appoggia il tagliacarte sulla gola e gioisce alla vista del sangue.

## Personaggi
- Paul Blackshear, curatore di beni, amico della famiglia Clarvoe.
- Helen Clarvoe, trent'anni, nubile, vive all'hotel Monica di Los Angeles a causa di dissidi con la famiglia.
- Verna Clarvoe, madre di Helen e di Douglas, vedova di Harrison, il quale ha lasciato la maggior parte del suo patrimonio a Helen.
- Douglas detto Dougie, figlio minore dei Clarvoe, alla perenne ricerca di una vocazione artistica; studia fotografia.
- Evelyn Merrick, ventun anni, vive con la madre e cerca lavoro.
- Annabel Merrick, madre di Evelyn, lavora in un panificio e ha dovuto cavarsela da sola dopo l'abbandono da parte del marito.
- Jack Terola, fotografo con uno studio professionale, esamina anche aspiranti modelle per pittori.
- Lydia Hudson, titolare di una scuola per modelle.
- Harley Moore, pittore.
- Claire Laurence, docente universitaria, amica di Evelyn.
- John Laurence. marito di Claire.

## Opere derivate
- Nel 1964, nella serie televisiva The Alfred Hitchcock Hour, l'adattamento del romanzo ha costituito l'episodio n. 21 della seconda stagione ed è andato in onda il 20 marzo. Regia di Joseph M. Newman, sceneggiatura di James Bridges.[2].
- Nel 1986, nella serie Alfred Hitchcock presenta, il libro ha ispirato l'episodio 13 della prima stagione, andando in onda il 19 gennaio. Regia di Michael Toshiyuki Uno, sceneggiatura di Robert Glass[3].

## Edizioni in italiano
- Margaret Millar, La porta stretta: suspense, traduzione di G. Tocchetti, Longanesi & C., Milano 1958
- Margaret Millar, La porta stretta, traduzione di Gigliola Tocchetti, collana I Classici del Giallo Mondadori n. 209, Milano 1975
- Margaret Millar, La porta stretta, traduzione di Gigliola Tocchetti, I Classici del Giallo Mondadori n. 797, Milano 1997
- Margaret Millar, Quando chiama una sconosciuta, traduzione di Giovanni Viganò, Polillo, Milano 2012